# Québec-Téléphone
Pour les articles homonymes, voir Telus (homonymie).
Québec-Téléphone ou QuébecTel (connue sous le nom de TELUS Québec de 2001 à 2017) est une compagnie québécoise de télécommunications.
Créée en 1927 sous le nom de Corporation de téléphone et de pouvoir de Québec par l'amalgamation de petites compagnies de l'est et du centre du Québec, l'entreprise tire ses origines de réseaux primitifs de téléphonie mis en place dans la périphérie de Rimouski. La compagnie connaît une expansion fulgurante dans l'Est du Québec jusque dans les années 1960, alors qu'elle est vendue à des intérêts américains afin de poursuivre la modernisation de ses installations.
TELUS rachète la plupart des actions de Québec-Téléphone en 2000 et intègre la compagnie à ses activités de l'ouest canadien.

## Historique

### Compagnie de téléphone nationale
Le docteur Joseph-Ferdinand Demers met en place dès 1897 un réseau de téléphone. La Compagnie de téléphone de Métis relie alors Saint-Octave-de-Métis, Mont-Joli et Sainte-Angèle. Au cours des deux années suivantes le réseau couvre le territoire entre Le Bic, à l'ouest de Rimouski et Sainte-Félicité. En 1900, Demers acquiert la Compagnie de téléphone de Bellechasse et dessert l'ensemble du territoire entre Lévis et Matane. En 1907, les deux compagnies sont intégrées pour former la Compagnie de téléphone nationale. La Nationale acquiert par la suite la Compagnie de téléphone Saint-Maurice et Champlain, en Mauricie.
En 1909, J.-Ferdinand Demers se départ de la Nationale. La compagnie poursuit son expansion dans la ville de Québec. Son réseau est mis à mal par une tempête de verglas à l'hiver 1915. La compagnie se résout à vendre des réseaux dans les régions du Kamouraska, du Témiscouata, de Québec et de Lévis au profit de sa concurrente Bell. La compagnie souffre de graves problèmes financiers et ses infrastructures sont déficientes.

### Acquisition par Jules-A. Brillant et expansion
En 1927, Jules-André Brillant, entrepreneur de Rimouski, acquiert la Nationale afin d'y injecter de nouveaux capitaux et moderniser le réseau. Il donne un nouveau nom à son entreprise : la Compagnie de téléphone et de valeurs d’utilités du Québec. Ce nom est rapidement remplacé par celui de Corporation de téléphone et de pouvoir de Québec lorsque Brillant intègre ses réseaux électrique et téléphonique. Entre 1927 et 1929 Brillant se lance dans une série d'acquisitions de petits réseaux ruraux : Compagnie de téléphone de Matane et Gaspé, Compagnie de téléphone de Beauce, Compagnie de téléphone de Portneuf, Compagnie de téléphone de Saint-Maurice et Champlain, Megantic People’s Telephone Company et Compagnie de téléphone rural de Saint-Joseph-de-Beauce. Il acquiert 8 autres compagnies de téléphone dans la décennie 1930, notamment à Sainte-Marie et à Saint-Éphrem.
En 1936, afin d'en simplifier la gestion, différentes compagnies affiliées sont fusionnées dans la Corporation de téléphone et de pouvoir de Québec. Regroupant ainsi ses activités dans deux filiales, la Nationale et la Portneuf et Champlain, elle devient la seconde entreprise de téléphonie en importance au Québec, après Bell. Grâce à des ententes avec des compagnies voisines ainsi qu'à l'installation de la radiotéléphonie entre le Bas-Saint-Laurent et la Côte-Nord, le réseau est étendu et amélioré.
En 1937, un incendie détruit le siège social situé sur le boulevard Charest à Québec. Le siège social de la Corporation de téléphone et de pouvoir de Québec est relocalisé à Rimouski, jouxtant les bureaux de la Compagnie de pouvoir du Bas-Saint-Laurent. En 1939, la Nationale emploie 180 personnes : 42 à son siège social, en plus des ouvriers affectés à Portneuf et Montmagny.
En 1947, l'entreprise prend le nom de Compagnie de téléphone de Québec. Une nouvelle filiale est créée, la Corporation de téléphone du golfe Saint-Laurent, afin de relier par radiotéléphone le Bas-Saint-Laurent, la Haute-Gaspésie, la Côte-Nord et le Labrador. Au cours de la décennie 1940, sur ces territoires, la proportion des ménages dotés d'un téléphone est multipliée par 2,5.
Le développement des villes minières et de l'hydroélectricité sur la Côte-Nord favorise la croissance de l'entreprise dans les années 1950. La compagnie peine à répondre à la demande, tandis que les lignes doivent être partagées entre plusieurs résidents, lorsque le service n'est pas carrément absent, comme à Padoue. En septembre 1952, 4 200 clients sont en attente d'installation du service. Le nombre d'employés triple entre 1951 et 1963.
En 1955, la Corporation de téléphone de Québec devient Québec-Téléphone. Le budget annuel est de construction et de modernisation du réseau est augmenté à 5 M$. L'année suivante, le réseau passe à la numérotation à sept chiffres et est relié au réseau interurbain de l'Amérique. En 1958, la compagnie passe à la transmission par micro-ondes afin de relier les deux rives du golfe du Saint-Laurent, remplaçant ainsi le câble sous-marin entre Grosses-Roches et Baie-Trinité,. 
Le nombre d'appareils en service quadruple au cours de la décennie 1950. Le revenu brut par téléphone est de  117,94 $ tandis qu'il est de 99,05 $ chez la concurrente Bell, 90,18 $ chez BC Tel et 85,28 $ chez Maritime Telephone.
En 1953, Jules-A. Brillant poursuit l'expansion de Québec-Téléphone dans l'Est du Québec en acquérant les actions de la Compagnie de téléphone de Bonaventure et Gaspé.

### Passage sous contrôle américain
En 1962, Jules-A. Brillant se retire progressivement du contrôle de l'entreprise, qu'il cède à son fils Jacques.
En 1966, l'entreprise est à la recherche de capitaux afin de poursuivre son expansion, moderniser et automatiser son réseau,. La Compagnie de téléphone anglo-canadienne, devient actionnaire majoritaire de Québec-Téléphone. La transaction de 19,3 M$ réalisée en catimini suscite la surprise des administrateurs et l'inquiétude des employés et élus provinciaux.
Malgré le passage sous contrôle américain, le siège social demeure à Rimouski,. Un premier ordinateur, un IBM 360/20, y est installé la même année.

### Globetrotter
En 1995, Québec-Téléphone devient fournisseur d'accès à internet en lançant le service GlobeTrotter.
En 1997, un nouveau consortium est créé : le groupe QuébecTel Inc. La compagnie de gestion détient des placements dans ses filiales et possède et exploite le deuxième réseau de télécommunications en importance au Québec.

### Achat de QuébecTel par Telus
En 2000, dans un contexte de dérèglementation et de concurrence féroce, les actionnaires conviennent de vendre QuébecTel à Telus pour un montant supérieur à un demi-milliard de dollars. Telus est alors la deuxième entreprise en importance au Canada dans le domaine des télécommunications, tandis que QuébecTel est un joueur mineur, avec des profits annuels de 40 M$. Le président et chef de la direction de QuébecTel, Hugues Saint-Pierre, est nommé au sein de l’équipe de direction de Telus.
En avril 2001, l'intégration est complétée par le changement de nom de QuébecTel en Telus Québec.
Telus Québec est absorbée par la compagnie-mère au courant des années 2010.